# Дзуккеро
Дзу́ккеро (итал. Zucchero — сахар, приятный человек; настоящее имя Адельмо Форначари, итал. Adelmo Fornaciari; 25 сентября 1955, Реджо-нель-Эмилия) — итальянский певец, автор песен.

## Биография
Адельмо Форначари родился в Реджо-нель-Эмилия. Большую часть своего детства провёл в приморском городе Форте-дей-Марми. Ребёнком он с родителями переехал в Тоскану, начал учиться играть на органе в местной церкви. Своё прозвище Дзуккеро («Сахар») получил от школьного учителя.
Его музыкальная карьера началась в 1970-х с нескольких непритязательных групп, таких как I ducali, Le nuove luci, Sugar & Daniel, Sugar & Candies и, наконец, с группой под названием Taxi, с которой он выиграл фестиваль музыки Castrocaro в 1981 году. Он впервые появился на известном фестивале в Сан-Ремо годом позже с песней «Una notte che vola via» и в 1983 с «Nuvola» на фестивале dei Fiori. Его первый альбом «Un po’di Zucchero» был выпущен в том же году и пользовался умеренным успехом.
В 1984 Дзуккеро временно переехал в Калифорнию, где сотрудничал с итальянским продюсером Коррадо Рустичи. Результат этих сессий с участием музыкантов из группы басиста Рэнди Джексона — альбом 1985 года «Zucchero & The Randy Jackson Band», сингл из которого «Donne» стал хитом в Италии.
В конце 1980-х годов выпустил коммерческие успешные на родине альбомы «Blue’s» (1987) и «Oro incenso e birra» (1989).
В марте 1986 года Дзуккеро приехал в Москву и участвовал в концерте «Цветы и песни Сан-Ремо в Москве» с участием звёзд советской и итальянской эстрады, который вели Алла Пугачёва и Мильва при участии переводчика Олега Шацкова и который транслировался советским Центральным телевидением и итальянской телекомпанией «Rai 1». По материалам концерта Zucchero в Кремле в 1991 году вышел «живой» альбом Дзуккеро «Live In Moscow».
Значительную популярность в Европе завоевали песни «Senza una donna» («Without a Woman») (1991, дуэт с Полом Янгом) и «Baila Morena» (2001). В 2004 году выпустил альбом дуэтов «Zu & Co.» с такими испонителями, как Шерил Кроу, Стинг, Долорес О’Риордан, Эрик Клептон, Брайан Мэй, Би Би Кинг и Лучано Паваротти.

## Избранная дискография
- Un po' di Zucchero (1983)
- Zucchero and the Randy Jackson Band (1985)
- Rispetto (1986)
- Blue’s (1987)
- Snack Bar Budapest (1988, movie soundtrack)
- Oro incenso e birra (1989)
- Zucchero sings his hits in English (1990)
- Zucchero (1991)
- Zucchero Live at the Kremlin (1991)
- Miserere (1992)
- Diamante (1994)
- Spirito DiVino (1995)
- The best of Zucchero Sugar Fornaciari’s greatest hits (1997)
- Bluesugar (1998)
- Overdose d’amore the ballads (1999)
- Bluesugar & Whitechristmas (1999)
- Shake (2001)
- Zu & Co. (2004)
- Zu & Co live at the Royal Albert Hall — May 6, 2004 (2004)
- Zucchero & Co — American edition (2005) № 84 US
- Zu & Co ultimate duets collection (2 CDs + DVD, 2005)
- Fly (2006)
- All the Best (2007)
- Live in Italy (2 CDs + 2 DVDs, 2008)
- Live in Italy (1 CD + 1 DVD, US edition 2009)
- Chocabeck (2010)
- La Sesion Cubana (2012)
- Black Cat (2015)
- D.O.C. (2019)